# Hounds of Love
Az 1985-ös Hounds of Love Kate Bush ötödik nagylemeze, a második number one-ja. Az Egyesült Királyságban duplaplatina lett. 2000-ben a Q magazin minden idők 20. legjobb brit albumának nevezte, két évvel később minden idők 3. legjobb női albuma lett. Szerepel az 1001 lemez, amit hallanod kell, mielőtt meghalsz című könyvben.

## Az album dalai
| 1. | Running Up That Hill (A Deal with God) | Kate Bush | 5:03 |
| 2. | Hounds of Love                         | Kate Bush | 3:02 |
| 3. | The Big Sky                            | Kate Bush | 4:41 |
| 4. | Mother Stands for Comfort              | Kate Bush | 3:07 |
| 5. | Cloudbusting                           | Kate Bush | 5:10 |

| 6.  | And Dream of Sheep      | Kate Bush | 2:45 |
| 7.  | Under Ice               | Kate Bush | 2:21 |
| 8.  | Waking the Witch        | Kate Bush | 4:18 |
| 9.  | Watching You Without Me | Kate Bush | 4:06 |
| 10. | Jig of Life             | Kate Bush | 4:04 |
| 11. | Hello Earth             | Kate Bush | 6:13 |
| 12. | The Morning Fog         | Kate Bush | 2:34 |

## Közreműködők
- Kate Bush – ének, Fairlight CMI, zongora
- Stuart Elliott – dob (1, 2, 4, 5, 9, 10, 11)
- Del Palmer – basszusgitár (1, 10), taps (3), háttérvokál (5), Fairlight basszusgitár (8), Linn programozása
- Alan Murphy – gitár (1, 3, 8)
- Paddy Bush – hegedű (12), balalajka (1), háttérvokál (5), didzseridu (3), harmonikus vokál (7), fujara (12)
- Charlie Morgan – dob (2, 3, 5, 8, 10), taps (3)

### További zenészek
- Jonathan Williams – cselló (2)
- Youth – basszusgitár (3)
- Morris Pert – ütőhangszerek (3)
- Eberhard Weber – basszusgitár (4, 11, 12)
- The Medici Sextet – vonósok (5)
- Dave Lawson – vonósok hangszerelése (5)
- Brian Bath – háttérvokál (5), gitár (11)
- John Carder Bush – háttérvokál (5), narráció (10)
- Dónal Lunny – buzuki (6, 11), ír buzuki (10)
- John Sheahan – fütty (6), hegedű (10)
- Kevin McAlea – szintetizátor részletek (8), szintetizátor (12)
- Pink Floyd – helikopter a The Wall-ból (8)
- Danny Thompson – nagybőgő (9)
- Liam O'Flynn – ír duda (10, 11)
- The Richard Hickox Singers – kórus (11)
- Richard Hickox – vokál, kórusmester (11)
- Michael Berkeley – vokális hangszerelés (11)
- John Williams – gitár (12)

### Produkció
- Del Palmer – hangmérnök
- Haydn Bendall – hangmérnök
- Brian Tench – hangmérnök, keverés
- Paul Hardiman – hangmérnök
- Nigel Walker – hangmérnök
- James Guthrie – hangmérnök
- Bill Somerville-Large – hangmérnök a Windmill Lane Studios-nál
- Pearce Dunne – hangmérnökasszisztens
- Julian Mendelsohn – keverés (2, 4)
- Chris Blair – digitális felújítás
- Ian Cooper – vágó

## Fordítás
Ez a szócikk részben vagy egészben a Hounds of Love című angol Wikipédia-szócikk ezen változatának fordításán alapul.  Az eredeti cikk szerkesztőit annak laptörténete sorolja fel. Ez a jelzés csupán a megfogalmazás eredetét és a szerzői jogokat jelzi, nem szolgál a cikkben szereplő információk forrásmegjelöléseként.